# Фуртей
Фуртѐй (на италиански: Furtei; на сардински: Futtei, Футей) е село и община в Южна Италия, провинция Южна Сардиния, автономен регион и остров Сардиния. Разположено е на 90 m надморска височина. Населението на общината е 1690 души (към 2010 г.).